# Parnac, Indre
Parnac är en kommun i departementet Indre i regionen Centre-Val de Loire i de centrala delarna av Frankrike. Kommunen ligger i kantonen Saint-Benoît-du-Sault som tillhör arrondissementet Le Blanc. År 2022 hade Parnac 511 invånare.

## Befolkningsutveckling
Antalet invånare i kommunen Parnac
Referens:INSEE